# Єлу Даші
Єлу Даші (кит.: 耶律大石; піньїнь: Yēlǜ Dáshí) або Єх — Лу Та — Ших (1087—1143) був засновником держави Кара-Китай, також відомий імператор династії Західної Ляо.  Він також відомий в мусульманських джерелах, як Нюші Тайфу, Кушкін Тайфу або Кушкін, син Байгу. Він біг з династії Ляо в північному Китаї, оскільки він був на межі знищення династією Юрчен Джин і рушив на захід до Середньої Азії, де він створив нову імперію у відому як східний Казахстан.

## Раннє життя
Єлу Даші був другорядним членом королівського клану Єлу в династії Ляо, а також восьмим нащадком імператора Тезю з Ляо. Його дата народження не зовсім зрозуміла, але, можливо, вона була або в 1087, або в 1094 році, за даними історії Ляо.
Історія Ляо описує його як «того, хто добре розбирається в киданнях і китайських скриптах, перевершував у верховій їзді і стрільбі з лука, і пройшов найвищий імператорський іспит в п'ятому році Тянкиної ери» (1115). 
У сутінках династії він займав дедалі важливі адміністративні та військові посади.

## Біографія
Єлу Даші отримав класичну освіту в академії Ханьлинь за курсом ханської і киданської філології, що, втім, не завадило йому стати чудовим вершником і відмінним стрільцем.
У 1115 р Єлу Даші отримав вчений ступінь цзиньши, чин і призначення правителем областей Дай і Сячжоу (сучасна провінція Шаньсі, КНР). Війна з повсталими чжурчженямі вже була в повному розпалі, але лінія фронту поки проходила на півночі, в глибині Маньчжурії, і двадцятивосьмирічний намісник в цих боях участі не брав. Тільки в 1122 році йому вдалося зустрітися з новим імператором династії Ляо, тяньцзи-ді, який, рятуючись від насідаючих чжурчженів, прибув в свою південну столицю. Але і тут імператор колись могутньої держави не знайшов спокою, незабаром втік, поневірявся по окраїнах країни, в 1125 році був узятий в полон і помер на засланні.
Славу полководця Єлу Даші придбав ще в молодості, будучи командувачем військами Ляо під час війни з південнокитайською імперією Сун, з якої він вийшов переможцем. Тоді уряд китайської імперії Сун, проявляючи вже вкотре політичну короткозорість, вирішило скористатися тяжким становищем кидання і вдарити їм у спину. Китайські посли домовилися з чжурчженями про спільне наступі на південні області імперії Ляо і приурочили його до 1122 році. Китайський полководець Тун Гуань виступив на чолі великої армії, якій Єлу Даші зміг протиставити тільки 2 тисячі киданських і татабських вершників. Втім, цього виявилося достатньо — китайці були розбиті вщент. Після перемоги армія Єлу Даші зросла до 30 тисяч вершників за рахунок населення його області, знову повірило в киданську доблесть. Однак в 1119 році, коли чжурчжені все-таки захопили Ляо, Єлу Даші потрапив в полон, де провів деякий час на правах привілейованого бранця.
Пізніше, під час походу чжурчженів на залишки кидання, що об'єдналися навколо імператора тяньцзи-ді (天祚帝, Tiānzuòdì або Єлу яньсу — 耶律 延禧, Yēlǜ Yánxǐ; роки правління 1100—1125), Єлу Даші був у них провідником. Чжурчженська армія мала завданням схопити киданського імператора, але війська потрапили в болотисту місцевість і загрузли так, що не могли продовжувати похід. Тоді чжурчженського князь Цзун-ван (Zōngwàng) наказав пов'язаного Даші вивести військо до ставки імператора Ляо. Той вивів, і, хоча сам імператор встиг втекти, його гарем, сини, дочки, дядьки і сановники були схоплені ворогами. За цю зраду чжурчженського імператор Агуда віддав Єлу Даші честь і подарував йому дружину.
З полону Єлу Даші вдалося втекти назад до кидання. Можна було думати, що тяньцзи-ді поскаржиться на те, що через зраду Даші він позбувся всіх близьких людей, але той прийняв принца-перебіжчика з захопленням, тому що як раз в цей час кидання був запланований новий похід, щоб відвоювати у чжурчженів Західну і Південну столиці. Тут був доріг кожна людина, яка знає становище в стані ворога. Даші, краще представляючи стан справ, піддав прийнятий план кампанії жорстокій критиці. Він вказав, що східні області країни затоплені ворогами, дефіле в гірських проходах відступлені без бою, що імператор, який очолював армію, не готовий своєчасно до оборони, через що, природно, вся імперія потрапила в руки ворога. Натомість він запропонував свій план: навчати воїнів і чекати слушного моменту. Звичайно, його не послухали. Імператор кинув війська в наступ, яке повністю провалилося, незважаючи на те що 50 тисяч татарських вершників виступили на підтримку кидання. Даші, який під приводом хвороби відмовився від участі в кампанії, зробив ще одну спробу напоумити монарха, але настільки ж невдало. Судячи з того, що в наступному, 1125-му, році існування імперії Ляо припинилося, треба думати, що Єлу Даші правильно оцінив обстановку, а це виправдовує його подальші дії як в історичному, так і в етичному планах.
Не чекаючи неминучої катастрофи, восени 1124 року Єлу Даші вбив двох сановників, які проводили згубну політику непідготовлених і незабезпечених контрнаступів, оголосив себе ханом і вночі втік на захід, маючи при собі лише 200 вірних воїнів. Три дні потому він перетнув «Чорну річку» і опинився серед тангутів, їх полководець (сянвень) на ім'я Чуанг-ер подарували йому 400 коней, 20 верблюдів і тисячу овець. Це був мінімум, необхідний для того, щоб перейти пустелю. Кожен вершник отримав крім бойової, власної, одну в'ючного і одну заводну (тобто запасну) кінь. Військове обладнання і рідини можна було занурити на верблюдів, а вівці в степу — пересувний запас їжі. Завдяки допомозі онгутів Єлу Даші перетнув пустелю Гобі за три доби безперервного маршу і досяг фортеці Хотун на Орхон, крайнього західного пункту киданській імперії. Ця фортеця внаслідок своєї особливої важливості мала 20-тисячний гарнізон, без слова підкорилися Єлу Даші. Там він прийняв титул гурхана Північної Ляо, тобто «всенародного хана», і став прапором боротьби кочових племен із чжурчженськой експансією. До Даші стали стікатися киданські воїни і представники тих племен (джерела називають число 18 племен), що не бажали міняти владу Ляо на чжурчженського. У фортеці Даші закликав своїх прихильників готується до помсти чжучженям і відновленню Ляо, але для цього Даші пропонував відступити на Захід і звідки почати боротьбу з чжурчженямі. Воїнів готових боротися з Даші добровільно нарахували 10 з гаком тисяч. Були призначені чиновники, створені склади з припасами та зброєю. На новий рік за китайським календарем (за європейським йшов 1125 рік) Даші зробив жертвопринесення білому коні і сірого бика духам неба, землі, і предкам. Військо було зібрано і підготовлено до походу. Але сили у війні з чжурчженями були нерівні, і в 1129 році Єлу Даші йде ще далі на захід. Було направлено послання до Уйгурському ідикуту Білейге в якому Даші нагадав про милостиве зверненні Абаоцзі з уйгурами почався після західного походу кидання, коли імператор запропонував уйгурів відновити їх старі володіння в Джунгарії або поселитися в Ганьсу. Даші попросив у уйгурів право мирного проходу в країну «арабів». Білейге зустрівся в Даші і вони бенкетували три дні. Білейге подарував Даші 600 коней, 100 верблюдів, 3000 овець і дав можливість безперешкодно пройти через уйгурські землі, давши своїх синів і онуків в заручники на час проходу. Потім Даші чесно відпустив їх.
З цього часу кидані, які пішли з ним, отримують назву каракитаїв (кара-кидани — «чорні кидани»). Закріпившись у південній Джунгарії, він отримує владу над сімома осілими областями і вісімнадцятьма кочовими племенами. У цей період Середньою Азією правила династія Караханидів, через внутрішньосімейних чвар вимушена підкоритися сельджуцькому султану Санджар, самому впливовому правителю мусульманського Сходу.
Даші вдається без великих зусиль зайняти столицю караханідів, місто Баласагун, після чого йому підкоряються також Мавераннахр і Хорезм. В результаті Єлу Даші створює державу, що простягалася від Каспію до пустелі Гобі, яка в китайській історіографії згадується як «Західне Ляо». А частина каракитаїв, відокремившись від своїх одноплемінників, створюють на півночі степи незалежне найманське ханство. Відділення, мабуть, відбувалося за релігійною ознакою: усі наймані були несторіанами. Однак і в каракитайській імперії кількість несторіанські громад збільшувалася, і вони користувалися заступництвом держави.
З давньою мрією про відновлення киданської імперії Ляо на Далекому Сході Єлу Даші довелося розпрощатися. Спроби проведення активних військових дій і з боку чжурчженів у 1130—1131 рр., І з боку гурхана в 1134 році результатів не дали — війська обох сторін повернулися з походів, навіть не побачивши противника. Гори і пустелі зробили непримиренних ворогів взаємно недопустимі. Одні знайшли нову батьківщину, інші на руїнах Ляо створили імперію Цзінь (кит. 金朝 Jīn Cháo, букв. Золота).

## Вторгнення до Єруса і кінець династії Ляо
Юрченці, тунгуйські люди, які жили на півночі від Ляо в Маньчжурії, заснували династію Цзінь в 1115 році і почали панувати в Маньчжурії. Юрченці утворили союз з китайською династією Сун, щоб атакувати Ляо, і до 1122 року юрченці захопили велику частину Ляо, включаючи її верховну столицю Чифен. Імператор Ляо Тяньцзю втік на захід, а його дядько князь Єлу Чун утворив не надовго Північний Ляо в південній столиці Ляо Наньцзін (нині Пекін). Сили династії Сун під командуванням Тонгана напали на Північний Ляо з півдня, але під командуванням Даші і Сяо Гана китайська армія змогла відбити напади династії Сун. Проте юрченці продовжували просуватися з півночі, і в 1123 році захопили південну столицю. Незадовго до захоплення Юрча Даши вислизнув від 7000 своїх військ, щоб приєднатися до імператора Тяньцзю.
Даші пізніше був захоплений юрченцями, але через п'ять місяців врятувався, щоб знову приєднатися до імператора. Проте імператор сигналізував про свій намір напасти на юрченців, які, на думку Даші, були безглуздими, оскільки юрченці були в сильній позиції. Не можу переконати імператора, в 1124 році Даші очолив групу своїх товаришів — кітанців на північний захід до міста Кедун з гарнізоном Ляо. Імператор Тяньцзу був захоплений юрченцями в 1125 році, і династія Ляо розпалася.

## Міф про християнському царстві на Сході
Звістка про Катванську битву, докотившись до Європи, викликало хвилю чуток, домислів і казок про християнський государя Сходу пресвітера Іоанна, розбивши мусульманську армію Санджара. У католицького хрестового воїнства з'явилася надія на сильного союзника — християнське царство, що існувало на схід від Персії. Насправді його не було, але ідея його існування, його необхідність і навіть можливості здійснення виникла і грала роль в політичній і військовій історії Азії. Християнське царство, очолюване царем-священиком, — тільки мрія східних християн, але ця мрія була настільки дієва, що до моменту смерті Єлу Даші багатьом почала здаватися реальністю, і заради мрії примирилися колишні вороги — несторіани і яковіти (монофізити). Об'єднання цих двох церков, з повною зневагою до догматики, відбулося в 1142 році, ще за життя Єлу Даші.
Чутки про успіхи несторіанства на Сході проникли в Європу і дали їжу для виникнення легенди про попа Івана, могутньому східному царя-первосвященика, нібито бажає допомогти латинським хрестоносцям в їх походах. Цей міф, що з'явився 1145 році, через два роки після смерті Єлу Даші, в творах Оттона Фрейзінгенського, був повторений і іншими літописцями і сприймався як абсолютно достовірний. Папа римський Олександр III направив східному «попу Івану» велике послання, проте його посол не знайшов в Азії ні царя-первосвященика, ні його царства. Наступні мандрівники вважали героями легенди реально існували правителів-несторіан, які очолювали степові ханства. Гійом де Рубрук вважав, що мова йде про Інанч-хані найманського, а Марко Поло — що про Ван-хана Кераітском. Проте обидва вони очолили свої народи пізніше виникнення легенди про тата Іоаннові. В новітні часи особистість прототипу царя-первосвященика стала предметом досліджень і суперечок учених. Загадка роз'яснена В. В. Бартольді і остаточно вирішена Л. Н. Гумільовим, який присвятив цій проблемі цілу книгу. Героєм чуток, що переродилися в легенду про папі Івана, міг бути тільки гурхан Елюй Даші, фундатор кара-киданської держави. Відвідування його фінансувала несторианская уйгурів. У Катванській битві 1141 року війська Єлу Даші розгромили армію сельджуцького султана Санджара, доти вселяє жах папським хрестоносцям, хто здобув перемогу над кращими полководцями Європи. Хрестоносцям хотілося бачити в кара-киданням своїх союзників — так народилася легенда про папі Івана і його царстві.
Сам гурхан Єлу Даші несторіаніном не був. Виховання він отримав конфуціанське. Мусульманський автор Ібн аль-Асир називає його манихеев. Свої послання до мусульманських правителів гурхан передував ісламської формулою: «В Ім'я Бога, милостивого, милосердного». Достовірно відомо, що незадовго до смерті Єлу Даші перед своїми полками приносив сірого бика і білого коня в жертву неба, землі і предкам, а це явно акт давньомонгольскої «чорної віри». Втім, можливо, Єлу Даші (подібно Чингісхану і першим Чингізидів) відрізнявся релігійним байдужістю і здійснював язичницькі обряди на догоду частини своєї армії. Залишається нез'ясованим, чому Єлу Даші в легенді названий Іваном. Несторіан серед кара-кидання було не менше, ніж язичників, а ім'я Іоанн в несторіанські громадах Центральної Азії було дуже популярним.
В. В. Бартольді висловлював припущення про високу віротерпимості Єлу Даші. Гурхан не міг бути проповідником однієї будь-якої релігії. Перед ним стояло інше завдання — забезпечити мир в імперії, населеної представниками мало не всіх конфесій: християн і мусульман, буддистів і маніхеї, юдеїв і тенгріан. Багатий був і національно-племінний склад. У країні мирно уживалися, маючи взаємну вигоду від сусідства, селяни і городяни, кочівники і мисливці, купці і воїни. Щоб знизити ризик сепаратизму, Єлу Даші особисто призначав командирів сотень, об'єднуючи їх в більш великі підрозділи. Приділяючи велике значення армії, він в той же час будував міста в самому серці степу для зміцнення караванної торгівлі. Завдяки цьому країна процвітала.
Наступники Єлу Даші на кара-кіданського престолі було буддистами, і вони продовжували політику віротерпимості, закладену засновником імперії.
Слід зазначити, що прихильники ісламу ніяким утисків не наражалися — мусульманські автори хвалять справедливість гурхану і їх повагу до ісламу

## Рух на захід
Він почав наступати з 10 000 коней, невеликою силою, припускаючи принаймні 2 коня для кожної людини. Його нова база Кедуна простяглася близько 1500 км на північний захід від Пекіна, ймовірно, вздовж річки Орхон у провінції Булган. Це був старий гарнізон Ляо з 20 000 племінних вершників, хороших пасовищ і захищений пустелею на схід та південь. Ймовірно, він планував створити свої сили та атакувати юрченців, коли з'явилася можливість, яку він так і не зробив. Він взяв на себе контроль над стадами імператорських коней і отримав певну владу над місцевими племенами. Союзи із західним Ся на південь або династії Сун на південний схід ніколи не розвивалися. По мірі того, як юрченці посилилися, дезорганізовані землі на захід стали все більш привабливими. Існували вже значні племінні рухи на захід, в тому числі деякі хітанці. 13 березня 1130 він очолив Захід з менш ніж 20 000 чоловік. Після незначних боїв з єнісейськими киргизькими країнами він створив нову базу на річці Еміл на схід від нинішнього китайського кордону близько 1500 км на захід від Кедуна. Приблизно в той же час його вітав правителя Королівства Кочо (близько 500 км на південний схід від Еміля біля Турфана), який став його союзником або васалом. Влітку 1131 року він напав на Кашгар (більш ніж на 1000 км на схід від Кочо), був міцно переможений  і відійшов до Кочо. Юрченці послали армію за ним, але це не вдалося через відстань.

## Створення Кара-Кітай

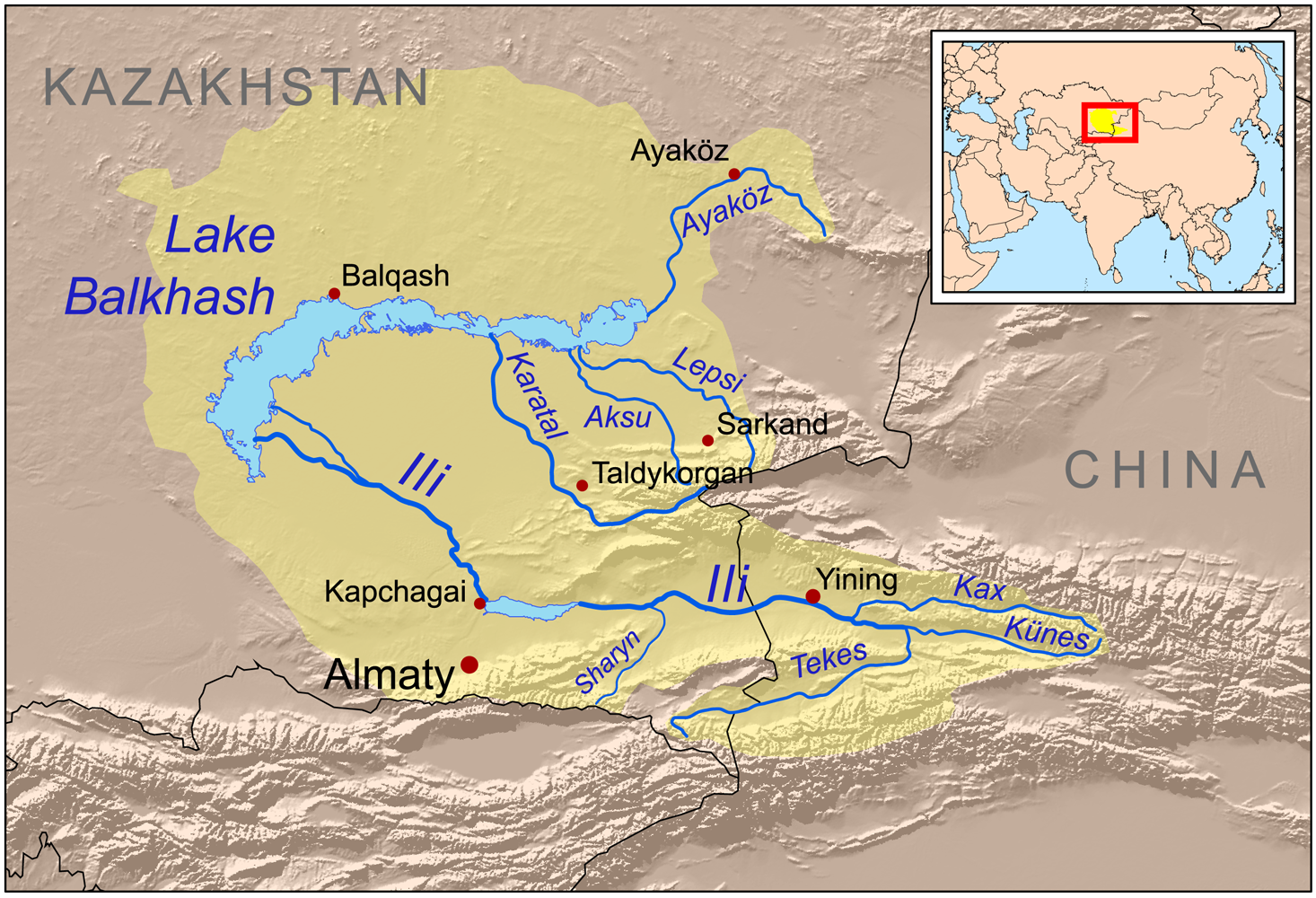
Жетисуська область: Баласагун був на захід від Алмати. Еміл був біля нижнього лівого кута вставки. Альмалік був поблизу Інін у верхній долині Ілі.

У 1131 або 1132 роках він був проголошений його послідовниками Гурханом, новим центральноазійським титулом, що означає те, що він пристосовується до своєї нової батьківщини. Він встановив свою владу над Альмаліком і Каяліком (місце). На захід був дезорганізоване Кара-хандійське ханство. Караканидський правитель Баласагун, Ібрагім II б. Ахмад звернувся по допомогу до Карлюків і Канкалісів. У 1134 р. Даші знецінив його, зробив Баласагхун своєю новою столицею і взяв понад 16 тисяч хітанців, які служили старому правителю. Він поширював свою владу над Джетісу (східний Казахстан). Він послав дві армії на схід, щоб напасти на юрченців, що не вдалося. Він отримав контроль над тим, що зараз є Синьцзян. У травні 1137 року він переміг правителя Караханіда в Худжанді, а потім кілька років провів для укріплення своєї влади в Ферганській долині і Ташкенті, тим самим розширивши свою імперію на захід і південь.

## Битва за Катван

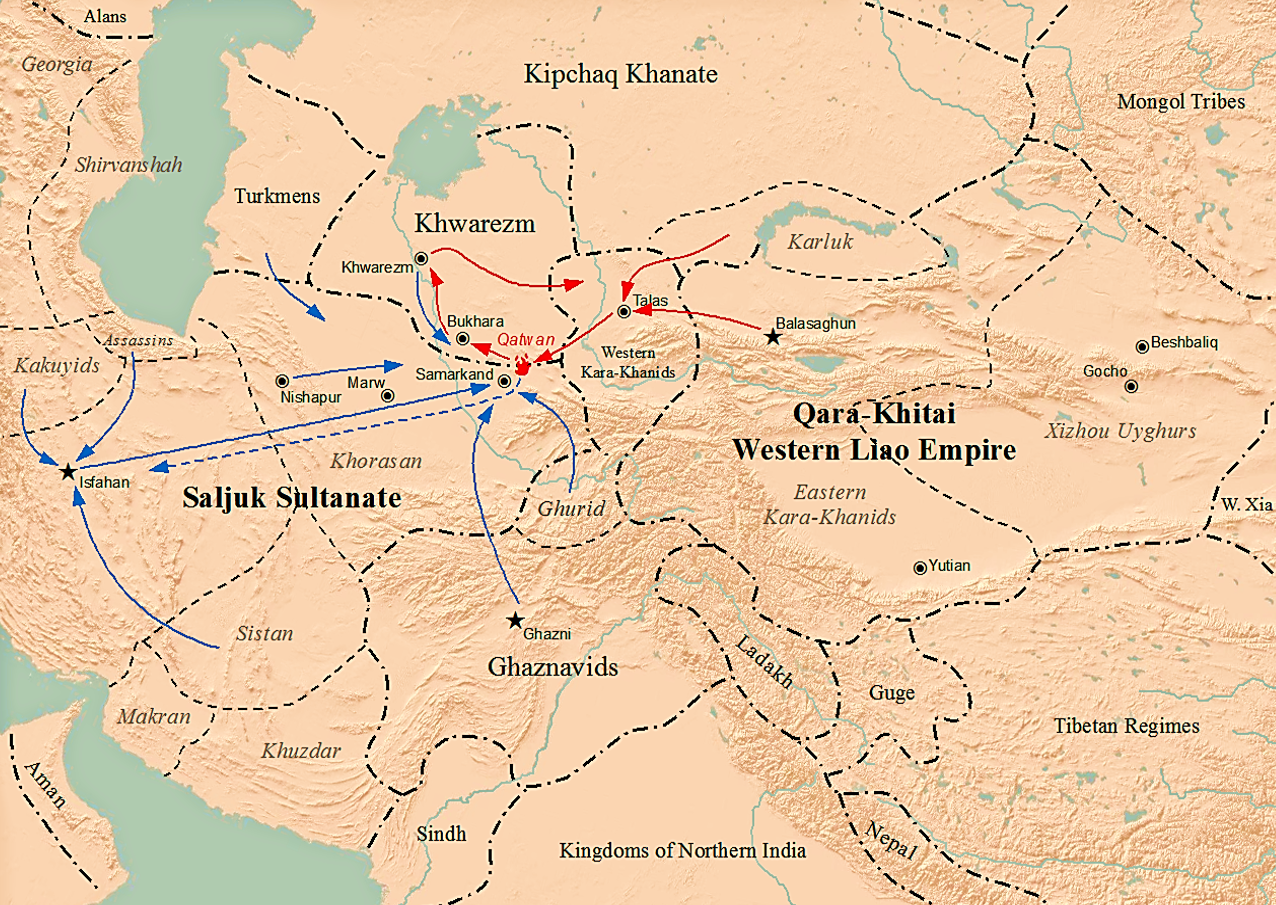
Битва за Катван в 1141 році.

Потім караханідці були васалами селджуків, і Махмуд звернувся за допомогою до султана Сельджуку Ахмаду Санджара. У 1141 році Даші, переслідуючи конфлікт між караханідцями і кочівниками Карлука, вступили у прямий конфлікт із сельджуками. Санджар рушив зі своїми військами, щоб зустріти кара-китанів. Проте в битві при Катаві, Даші домігся рішучої перемоги над турками-сельджуками. Армія сельджуків завдала величезної кількості смертей, і Санджар ледве врятувався від своєї смерті, але його дружина та деякі з його кращих воїнів були захоплені. Сила сельджуків різко знизилася після битви, а держава Сельджук впала у внутрішнє повстання. Кара-китанці стали домінуючою силою в Центральній Азії, а Харазми і Караханиди стали васальними державами своєї імперії. Їх імперія контролювала територію, приблизно еквівалентну більшість сучасних Синьцзян, Киргизстану, Узбекистану, Таджикистану та південного Казахстану.

## Смерть і спадщина
Єлу Даші помер через два роки після битви на Катаві в 1143 році, майстра[що це?] більшості країн Центральної Азії. У момент своєї смерті Кара Хітай керував Трансоксіаною, Ферганою, Семиричжою, Таримським басейном та Уйгурією. Створена династія Єлю, яка тривала аж до її узурпації Кухлюгом, з наступним завоюванням її доменом Чингісханом в 1218 році.
Його перемога над сельджуками та його дружні відносини з несторіанським християнством, які процвітали за час Кара-Китаю, призвели до його зв'язку з легендою про пресвітера Іоанна, християнського короля на сході, який «був призначений», щоб перемогти іслам. Єпископ Отто Фрейзін вперше записав цю історію в 1145 році.